# Galántai Újság
A Galántai Újság egy regionális közéleti lap Szlovákiában. A galántai járás Győzelmes Út elnevezésű egykori lapjának megszűnése után 1992-ben alapították Galántán. Első főszerkesztője Horváth Rudolf volt. Az 1992 márciusában megjelenő első lapszámának terjedelme nyolc oldal volt. Azóta terjedelme és külalakja is többször változott. Jelenleg 14 oldalon színes címlappal adják ki, oldalai tükörszerű elrendezésben magyar és szlovák nyelven íródnak. Fennállásának 15. évfordulóján a lapot polgármesteri díjjal jutalmazták.